# Bell Media
Bell Media je kanadský mediální konglomerát, který je dceřinou firmou společnosti BCE Inc. (známá také jako Bell Canada Enterprises, majitel telekomunikační společnosti Bell Canada). Mezi její činnosti patří televizní vysílání a produkce (například televizní sítě CTV a CTV 2), rozhlasové vysílání (iHeartRadio Canada), digitální média (Crave) a provozování internetových stránek (Sympatico).